# Mike Ladd
Michael C. Ladd (Boston) is een Amerikaanse hiphopartiest. Hij is gevestigd in Parijs, Frankrijk. The Guardian omschreef hem als de koning van het hiphopconcept.

## Biografie
Ladd speelde bas en drums in verschillende garagebands tijdens de middelbare school en studeerde Engelse literatuur aan de Boston University. Hij was eerst bekend als dichter. Zijn werk is verschenen in verschillende literaire tijdschriften en bloemlezingen, evenals in het boek Swing Low, Black Men Writing en hij was de winnaar van de Nuyorican Poets Café Slam. Zijn eerste album Easy Listening 4 Armageddon werd in 1997 uitgebracht op het Scratchie-label. Naast andere albums bracht hij een trilogie uit onder de namen Majesticons en Infesticons uit 2000, die handelt over een fictieve hiphopoorlog tussen de krachten van het kwaad - mainstream - en goede undergroundmuziek. Ladd heeft gewerkt met muzikanten en bands als Jackson and His Computer Band, Company Flow, Saul Williams, Terranova, Cannibal Ox, Roots Manuva, Ultra Living, DJ Mehdi en Ken Ishii. Met Vijay Iyer presenteerde hij een trilogie met de albums In What Language (2003), Still Life with Commentator (2006) en Holding It Down: The Veterans' Dreams Project (2013), dat handelt over de effecten van de laatste oorlogen in Afghanistan en Irak op het dagelijkse leven in de Verenigde Staten.

## Discografie

### Studioalbums
- 1997: Easy Listening 4 Armageddon
- 2000: Welcome to the Afterfuture
- 2000: Gun Hill Road (als The Infesticons)
- 2003: Beauty Party (als The Majesticons)
- 2003: In What Language? (met Vijay Iyer)
- 2004: Nostalgialator
- 2005: Negrophilia: The Album
- 2005: Father Divine
- 2007: Still Life with Commentator (met Vijay Iyer)
- 2008: Maison Hantée (met Alexandre Pierrepont)
- 2009: Anarchist Republic of Bzzz (als Anarchist Republic of Bzzz)
- 2010: Bedford Park (als The Infesticons)
- 2012: Why Waste Time (als Sleeping in Vilna)
- 2013: Holding It Down: The Veterans' Dreams Project (met Vijay Iyer)
- 2016: Gain (met Jeff Parker, High Priest en Tyshawn Sorey, als Illtet)
- 2017: Epiphany (met Mankwe Ndosi, Sylvain Kassap en Dana Hall)
- 2017: La chose commune (met Emmanuel Bex, David Lescot, Elise Caron, Géraldine Laurent en Simon Goubert)
- 2018: Visions of Selam (met Arat Kilo en Mamani Keita)

### Livealbums
- 2000: Live from Paris

### Ep's
- 2001: Vernacular Homicide
- 2011: Kids and Animals

### Singles
- 1998: Blah Blah
- 2000: 5000 Miles / Planet 10
- 2001: Activator Cowboy
- 2003: Wild Out Day / Jet Pack
- 2004: Housewives at Play
- 2004: Shake It

### Gastoptredens
- 2000: Youngblood Brass Band - Peace van Unlearn
- 2001: Mr. Flash - Basementized Soul van Le Voyage Fantastique
- 2001: Thawfor - Where Thawght Is Worshipped 2.2 van Where Thawght Is Worshiped
- 2002: The Opus - Where Thawght Is Worshipped 3.0 van 0.0.0.
- 2002: Terranova - Sublime en Heroes van Hitchhiking Non-Stop with No Particular Destination
- 2003: Emmanuel Santarromana - Les Halles van Métropolitain
- 2003: Huge Voodoo - NYPD Blues van Affordable Magic
- 2004: Sonic Sum - Films van Films
- 2005: Jackson and His Computerband - TV Dogs (Cathodica's Letter) van Smash
- 2005: Daedelus - Welcome Home van Exquisite Corpse
- 2005: Stacs of Stamina - Baghdad Boogie van Tivoli
- 2006: Blue Sky Black Death - Long Division van A Heap of Broken Images
- 2006: Coldcut - Everything Is Under Control van Sound Mirrors
- 2006: Soylent Green - Eating People van Software and Hardwar
- 2006: dDamage - Alphabet & Burners van Shimmy Shimmy Blade
- 2007: Mister Modo & Ugly Mac Beer - Machiavelli vs. Lao Tseu en Machiavelli vs. Lao Tseu (remix) van Mo' Dougly Weird Stories
- 2007: Apollo Heights - Missed Again van Disco Lights
- 2008: Grand Pianoramax - Showdown van The Biggest Piano in Town
- 2008: Arsenal - Turn Me Loose van Lotuk
- 2009: Solex vs. Cristina Martinez & Jon Spencer - R Is for Ring-A-Ding en Action van Amsterdam Throwdown King Street Showdown!
- 2009: Mister Modo & Ugly Mac Beer with Jessica Fitoussi - Dirty Finders van Modonut
- 2009: DJ Spooky - Known Unknowns van The Secret Song
- 2009: U-God - Lipton van Dopium
- 2010: Mister Modo & Ugly Mac Beer - Norman Bates van Remi Domost
- 2011: Walker Barnard - Ooty on Wax en Ooty on Wax (Iron Curtis remix) van Alacazam
- 2011: Grand Pianoramax - Domestic Bliss van Smooth Danger
- 2011: Birdapres - Not the Only Man van Catch an L
- 2012: Busdriver - Electric Blue van Beaus$Eros
- 2012: Mister Modo & Ugly Mac Beer - Life at the 9th van Modonut 2
- 2012: Roberto Fonseca - Mi Negra Ave Maria van Yo
- 2013: Ben Muller - The Last One to Preach
- 2013: Mister Modo & Ugly Mac Beer - Wild Gun Mike van Modonut Invasion
- 2014: Dr. John - Mack the Knife van Ske-Dat-De-Dat: The Spirit of Satch
- 2014: Nevche - Rendez-Nous L'Argent van Rétroviseur
- 2017: Uncommon Nasa - Black Hole van Written at Night
- 2020: R.A.P. Ferreira - An Idea Is a Work of Art van Purple Moonlight Pages

### Remixes
- 2000: Enrico Macias - Le Vent Du Sud (Mike Ladd Remix) van Enrico Experience
- 2002: Yo La Tengo - Nuclear War (Version 4)
- 2002: Antipop Consortium - Ghostlawns (Mike Ladd Mix)
- 2009: Yameen - Spirit Walker (Mike Ladd Remix) van Never Knows More